# Sofia Kritikou
Sofia Kritikou (griechisch Σοφία Κρητικού, 1895 in Griechenland – 1995 in Israel) war eine Griechin, die 1998 postum mit dem Ehrentitel Gerechte unter den Völkern ausgezeichnet wurde. Nach der Besetzung Griechenlands durch die deutsche Wehrmacht hatte sie ab 1944 eine jüdische Familie versteckt.

## Leben
Sofia Kritikou lebte als alleinerziehende Mutter mit ihrer Tochter Agapi in ärmlichen Verhältnissen in Peristeri und arbeitete als Putzfrau in Athen, wohin sie täglich trotz einiger Entfernung zu Fuß ging. 1944 versteckte sie David Kazansky und seine Kinder Herman (genannt Zwi, 18 Jahre), Liana (16 Jahre) und Jeny (Gina, acht Jahre) in ihrer Wohnung. Sie wusste zunächst nicht, dass es sich um eine jüdische Familie handelte. Als sie es erfuhr, gewährte sie ihr weiterhin Schutz, obwohl für das Verstecken von Juden die Todesstrafe drohte.
Die Mutter der Familie Kazansky, Tauba, war zuvor mit zwei Tanten verschwunden. Die drei Frauen hatten erfahren, dass es bei der Zentralsynagoge Essensrationen gäbe, hatten sich dorthin aufgemacht und kehrten nicht mehr zurück. Daraufhin versteckte David Kazansky sich und seine Kinder vorübergehend bei Freunden und Bekannten, suchte aber nach einer dauerhaften Lösung. Zum Schutz erwarb er gefälschte Ausweispapiere mit griechisch-orthodoxen Namen. David Kazansky war Teilhaber einer Näherei, sein Partner, der Pate von Sofia Kritikous Tochter Agapi, verwies ihn an Kritikou. Die Kazanskys blieben bei ihr bis zum Ende des Krieges. Zwi war im griechischen Widerstand gegen die deutschen Besatzer aktiv. David Kazansky und Liana blieben auch nach Kriegsende in Griechenland, die Kinder Zwi und Gina wanderten nach Eretz Israel aus. Später stellte sich auch heraus, dass Tauba Kazansky und die zwei Tanten nach Auschwitz deportiert worden waren, wo sie ermordet wurden.
Als Zwi 1964 Griechenland besuchte, suchte er auch seine Retterin auf, verliebte sich in deren Tochter Agapi und beide heirateten, nachdem Agapi zum Judentum übergetreten war und den Namen Ruth angenommen hatte. Das Paar zog nach Israel, und Sofia Kritikou folgte ihnen. Bis zu ihrem Tod 1995 im Alter von 100 Jahren lebte sie bei Tochter und Schwiegersohn.
Am 23. August 1998 wurde Sofia Kritikou für die Rettung der Familie Kazansky posthum der Titel Gerechte unter den Völkern verliehen. Die Ehrung für Sofia fand am 18. Juli 1999 in der Yad Vashem Gedenkstätte statt.